# Mariella
Mariella je žensko osebno ime.

## Izvor imena
Ime Mariella je različica ženskaga osebnega imena Marija 

## Pogostost imena
Po podatkih Statističnega urada Republike Slovenije je bilo na dan 31. decembra 2007 v Sloveniji število ženskih oseb z imenom Mariella: 13.

## Osebni praznik
Osebe z imenom Mariella lahko godujejo takrat kot osebe z imenom Marija.